# Olympische Sommerspiele 2012/Leichtathletik – 4 × 400 m (Männer)

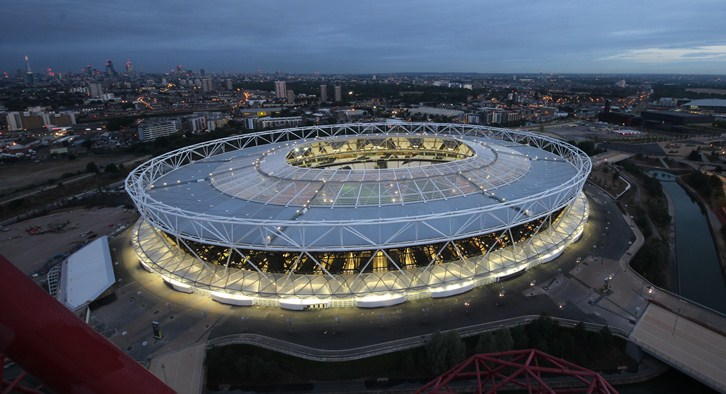
Das Olympiastadion von London im Jahr 2015

Die 4-mal-400-Meter-Staffel der Männer bei den Olympischen Spielen 2012 in London wurde am 9. und 10. August 2012 im Olympiastadion London ausgetragen. In sechzehn Staffeln nahmen 69 Athleten teil.
Olympiasieger wurde die Staffel der Bahamas in der Besetzung Chris Brown, Demetrius Pinder, Michael Mathieu und Ramon Miller.
Silber ging an die USA mit Bryshon Nellum, Joshua Mance, Tony McQuay und Angelo Taylor (Finale) sowie dem im Vorlauf außerdem eingesetzten Manteo Mitchell.
Trinidad und Tobago (Lalonde Gordon, Jarrin Solomon, Ade Alleyne-Forte, Deon Lendore) errang die Bronzemedaille.
Auch der hier im Vorlauf eingesetzte Läufer aus den Vereinigten Staaten erhielt eine Silbermedaille.
Die Staffel Deutschlands schied in der Vorrunde aus.

Staffeln aus der Schweiz, Österreich und Liechtenstein nahmen nicht teil.

## Aktuelle Titelträger
| Olympiasieger                      | USA        | 2:55,39 min | Peking 2008       |
| Weltmeister                        | USA        | 2:59,31 min | Daegu 2011        |
| Europameister                      | Belgien    | 3:01,09 min | Helsinki 2012     |
| Zentralamerika und Karibik-Meister | Bahamas    | 3:01,33 min | Mayagüez 2011     |
| Südamerika-Meister                 | Brasilien  | 3:08,95 min | Buenos Aires 2011 |
| Asienmeister                       | Japan      | 3:04,72 min | Kōbe 2011         |
| Afrikameister                      | Nigeria    | 3:02,39 min | Porto-Novo 2012   |
| Ozeanienmeister                    | Neuseeland | 3:23,28 min | Cairns 2012       |

## Rekorde

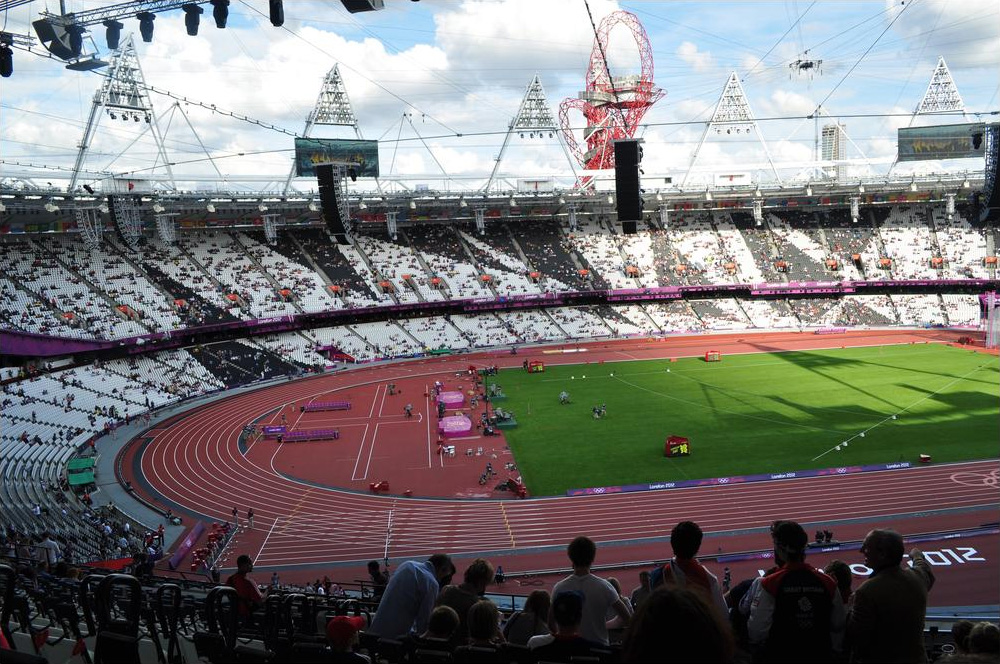
Das Olympiastadion während der Olympischen Spiele 2012

### Bestehende Rekorde
| Weltrekord         | USA (Andrew Valmon, Quincy Watts, Harry Reynolds, Michael Johnson)  | 2:54,29 min | Stuttgart, Deutschland                | 22. August 1993 |
| Olympischer Rekord | USA (LaShawn Merritt, Angelo Taylor, David Neville, Jeremy Wariner) | 2:55,39 min | Finale OS Peking, Volksrepublik China | 23. August 2008 |

### Rekordverbesserungen
Der bestehende olympische Rekord wurde bei diesen Spielen nicht erreicht. Mit der schnellsten Zeit, die Olympiasieger Bahamas im Finale am 10. August mit 2:56,72 min erzielte, verfehlte diese Staffel den bestehenden olympischen Rekord um 1,33 Sekunden. Zum Weltrekord fehlten 2,43 Sekunden.
Es wurden drei Landesrekorde aufgestellt:
- 3:00,38 min – Trinidad und Tobago (Lalonde Gordon, Jarrin Solomon, Ade Alleyne-Forte, Deon Lendore), erster Vorlauf am 9. August
- 2:56,72 min – Bahamas (Chris Brown, Demetrius Pinder, Michael Mathieu, Ramon Miller), Finale am 10. August
- 2:59,40 min – Trinidad und Tobago (Lalonde Gordon, Jarrin Solomon, Ade Alleyne-Forte, Deon Lendore), Finale am 10. August

Anmerkung:
Alle Zeiten in diesem Beitrag sind nach Ortszeit London (UTC±0) angegeben.

## Doping
Maxim Dyldin, Russland wurde vom Internationalen Sportgerichtshofs CAS wegen eines verpassten Dopingtests vom 6. Januar 2017 an für vier Jahre gesperrt. Unter anderem seine hier in London erzielten Resultate wurden annulliert. Davon betroffen waren sein mit der russischen 4-mal-400-Meter-Staffel erzielter fünfter Platz und sein Ergebnis im 400-Meter-Einzellauf, in dem er im Halbfinale ausgeschieden war.
Benachteiligt wurde das Team aus Polen, das über die Zeitregel im Finale startberechtigt gewesen wäre.

## Vorläufe
Es wurden zwei Vorläufe durchgeführt. Für das Finale qualifizierten sich pro Lauf die ersten drei Staffeln (hellblau unterlegt). Darüber hinaus kamen die zwei Zeitschnellsten, die sogenannten Lucky Loser (hellgrün unterlegt), weiter.

### Vorlauf 1
9. August 2012, 11:35 Uhr

Der südafrikanischen Staffel, die durch Rempeln eines Kenianers und der daraus resultierenden Verletzung ihres Läufers Ofentse Mogawane ihr Rennen nicht hatte beenden können, wurde eine Wildcard mit der Startberechtigung für das Finale erteilt.
| Platz | Nation              | Besetzung                                                                | Zeit (min) | Anmerkung                                                                                                 |
| ----- | ------------------- | ------------------------------------------------------------------------ | ---------- | --- |
| 1     | Trinidad und Tobago | Lalonde Gordon Jarrin Solomon Ade Alleyne-Forte Deon Lendore             | 3:00:38    | NR |
| 2     | Großbritannien      | Nigel Levine Conrad Williams Jack Green Martyn Rooney                    | 3:00,38    | |
| 3     | Kuba                | William Collazo Raidel Acea Orestes Rodríguez (Vorlauf) Omar Cisneros    | 3:00,55    | |
| 4     | Belgien             | Nils Duerinck (Vorlauf) Jonathan Borlée Antoine Gillet Kevin Borlée      | 3:01,70    | |
| 5     | Polen               | Piotr Wiadarek Marcin Marciniszyn Michał Pietrzak Kacper Kozłowski       | 3:02,86    | eigentlich für das Finale qualifiziert                                                                    |
| 6     | Deutschland         | Jonas Plass Kamghe Gaba Eric Krüger Thomas Schneider                     | 3:03,50    | |
| DNF   | Südafrika           | Shaun de Jager Ofentse Mogawane (Vorlauf) Oscar Pistorius Willem de Beer |            | für das Finale qualifiziert durch Wildcard wegen Benachteiligung durch Rempeln eines kenianischen Läufers |
| DSQ   | Kenia               | Boniface Mweresa Vincent Mumo Boniface Mucheru Alphas Kishoyian          |            | IAAF Regel 163.2 – Behinderung                                                                            |

### Vorlauf 2
9. August 2012, 11:45 Uhr

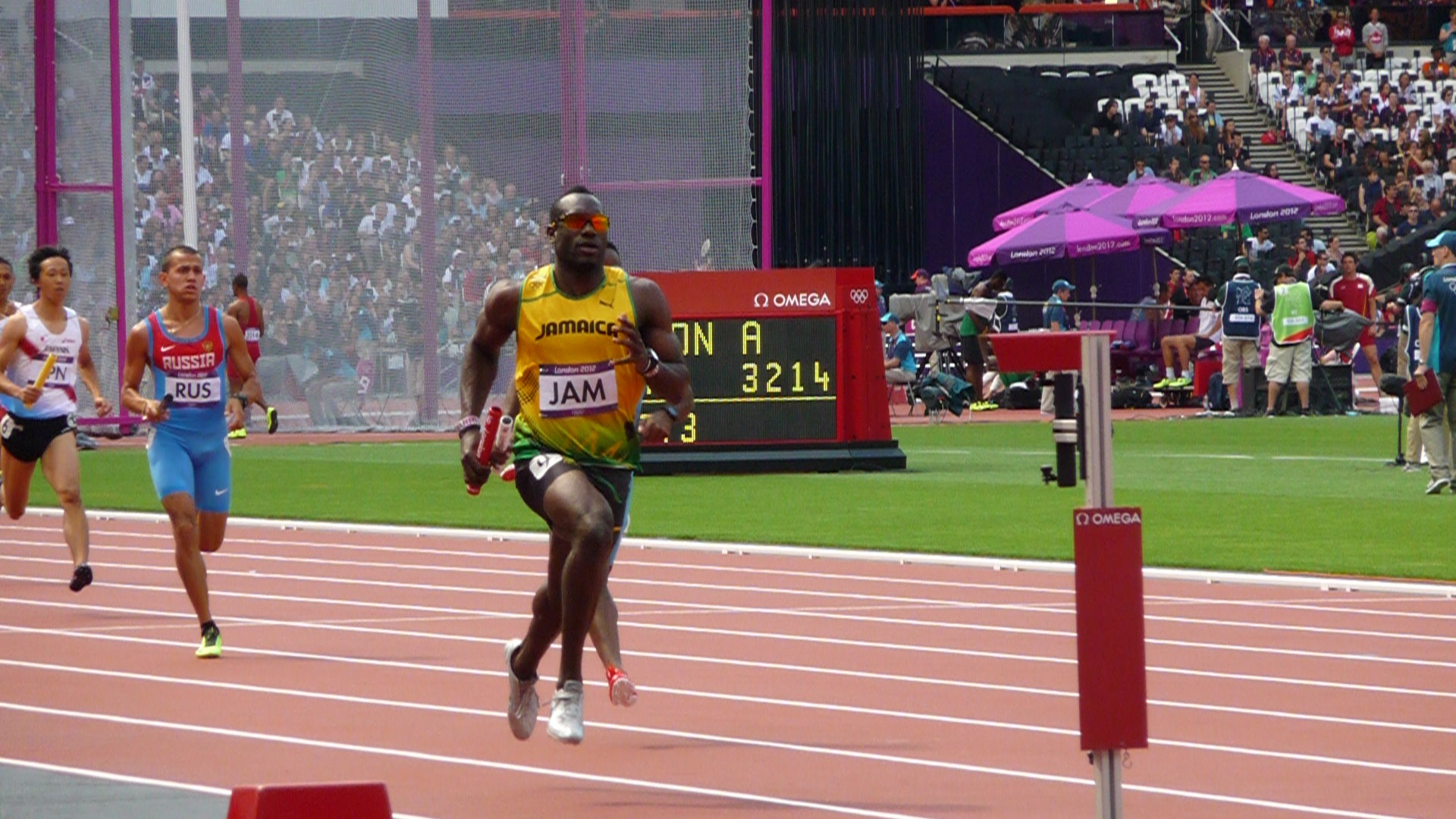
Zweiter Vorlauf vor dem ersten Wechsel:
Jamaika mit Dane Hyatt vor Bahamas mit Ramon Miller (verdeckt), dahinter Russland mit dem gedopten Maxim Dyldin und Japan mit Kei Takase

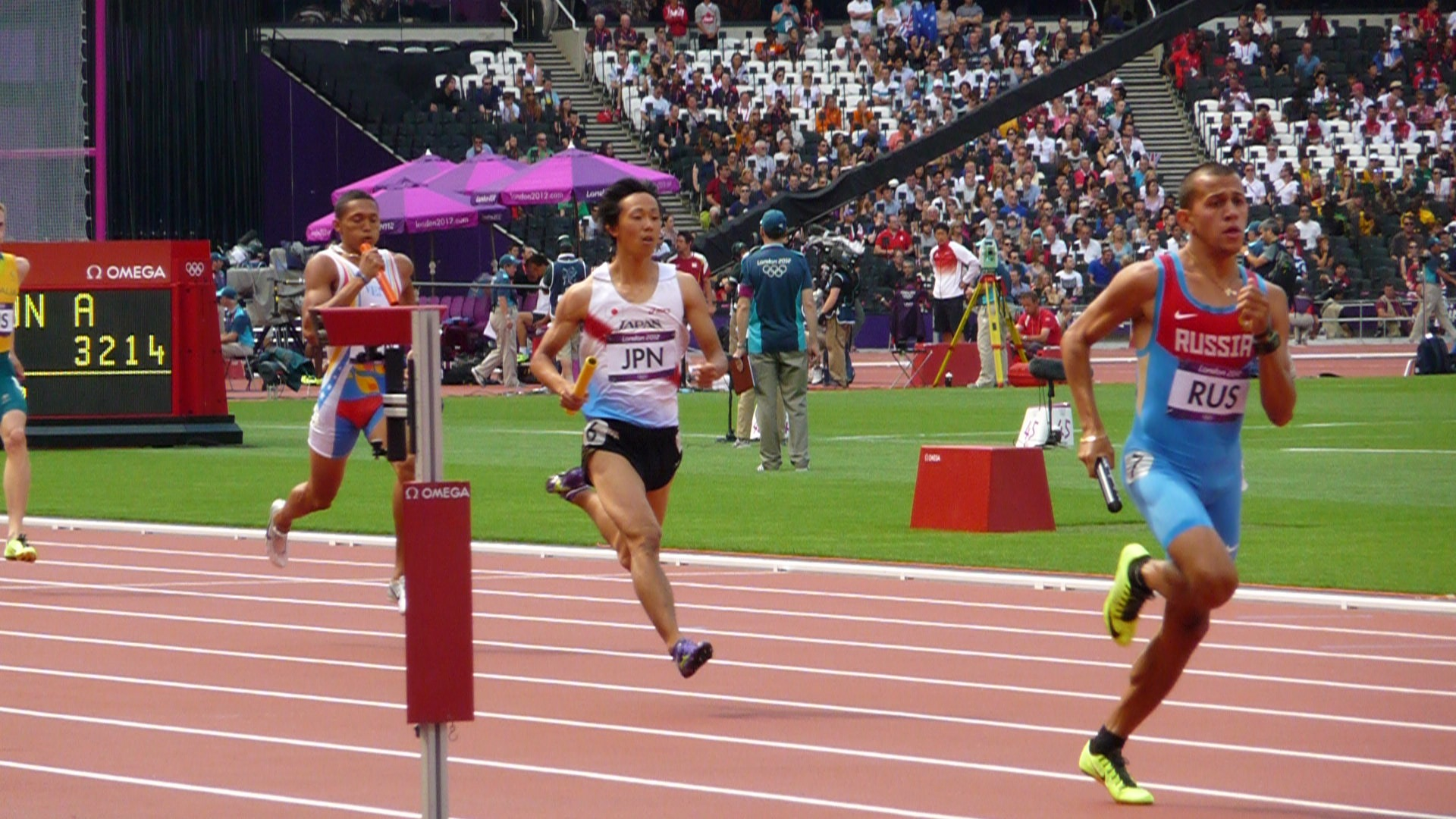
Vor dem ersten Wechsel (nicht im Bild: die zu diesem Zeitpunkt führenden Teams aus Jamaika und Bahamas): Maxim Dyldin (RUS) vor Kei Takase (JPN) und Arturo Ramírez (VEN)

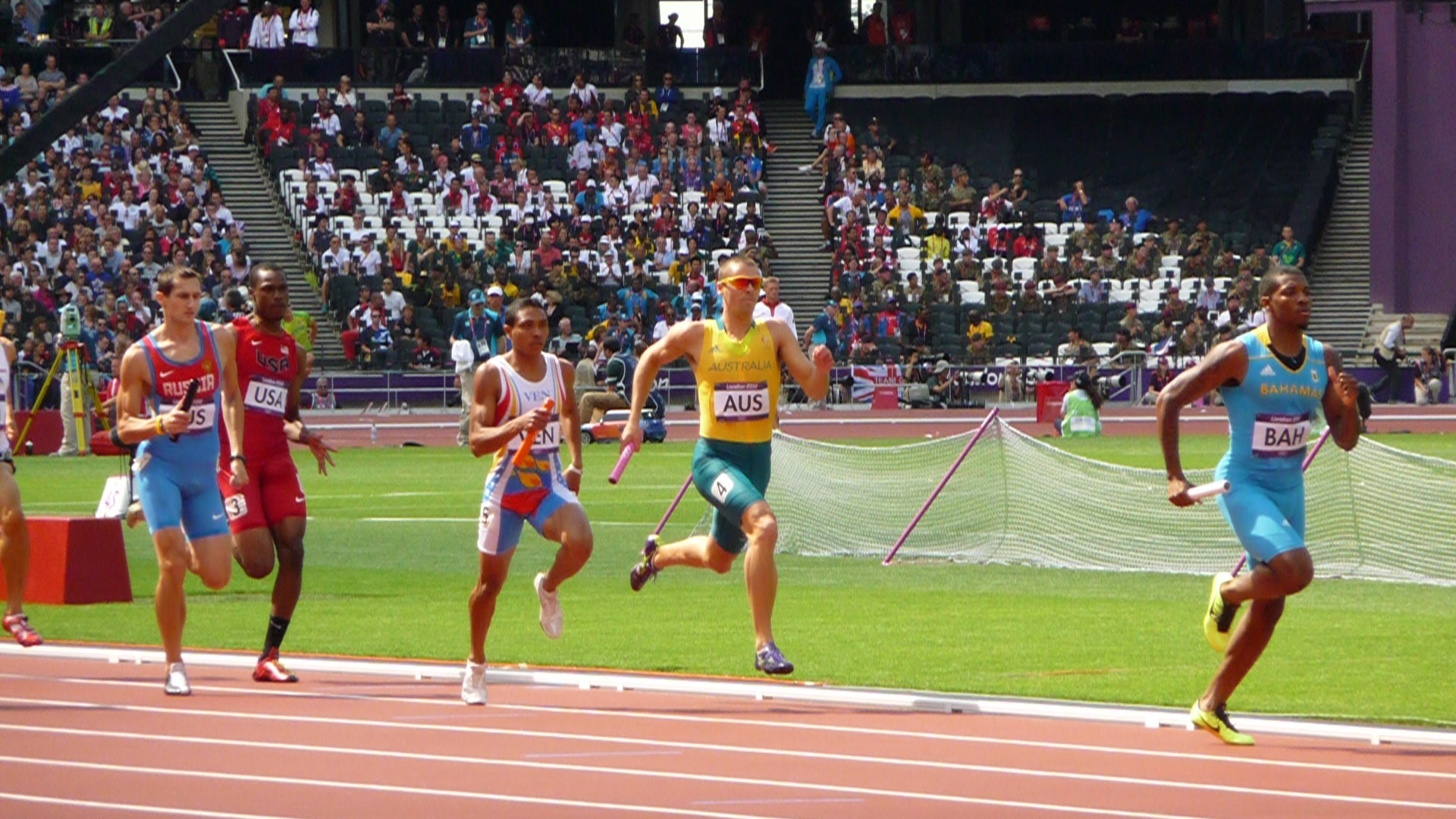
Das Rennen in Runde zwei:
Demetrius Pinder (BAH) vor Ben Offereins (AUS), Alberto Aguilar (VEN), Denis Alexejew (RUS) und Joshua Mance (USA)

Der Startläufer der US-Staffel Manteo Mitchell zog sich während des Laufes bei circa 200 Metern einen Bruch seines linken Wadenbeins zu, beendete aber das Rennen und wechselte nach 46,1 Sekunden an Joshua Mance weiter.
| Platz | Nation                  | Besetzung                                                           | Zeit (min) | Anmerkung                               |
| ----- | ----------------------- | ------------------------------------------------------------------- | ---------- | --------------------------------------- |
| 1     | Bahamas                 | Ramon Miller Demetrius Pinder Michael Mathieu Chris Brown           | 2:58,87    |                                         |
| 2     | USA                     | Manteo Mitchell (Vorlauf) Joshua Mance Tony McQuay Bryshon Nellum   | 2:58,87    |                                         |
| 3     | Venezuela               | Arturo Ramírez Alberto Aguilar Albert Bravo José Melendez (Vorlauf) | 3:02,62    |                                         |
| 4     | Australien              | Steven Solomon Ben Offereins Brendan Cole John Steffensen           | 3:03,17    |                                         |
| 5     | Japan                   | Kei Takase Yūzō Kanemaru Yoshihiro Azuma Hiroyuki Nakano            | 3:03,86    |                                         |
| DNF   | Jamaika                 | Dane Hyatt Riker Hylton Jermaine Gonzalez Errol Nolan               |            |                                         |
| DSQ   | Dominikanische Republik | Gustavo Cuesta Félix Sánchez Joel Mejia Luguelin Santos             |            | IAAF Regel 170.19 Wechselfehler         |
| 3     | Russland                | Maxim Dyldin Denis Alexejew Wladimir Krasnow Pawel Trenichin        | 3:02,01    | im Finale dabei, später disqualifiziert |

## Finale
10. August 2012, 21:20 Uhr
| Platz | Nation              | Besetzung | Zeit (min) | Anmerkung |
| ----- | ------------------- | --- | ---------- | --------- |
| 1     | Bahamas             | Chris Brown Demetrius Pinder Michael Mathieu Ramon Miller                                                          | 2:56,72    | NR        |
| 2     | USA                 | Bryshon Nellum Joshua Mance Tony McQuay Angelo Taylor (Finale) im Vorlauf außerdem: Manteo Mitchell                | 2:57,05    |           |
| 3     | Trinidad und Tobago | Lalonde Gordon Jarrin Solomon Ade Alleyne-Forte Deon Lendore                                                       | 2:59,40    | NR        |
| 4     | Großbritannien      | Conrad Williams Jack Green David Greene Martyn Rooney                                                              | 2:59,53    |           |
| 5     | Belgien             | Kevin Borlée Antoine Gillet Jonathan Borlée Michaël Bultheel (Finale) im Vorlauf außerdem: Nils Duerinck           | 3:01,83    |           |
| 6     | Venezuela           | Arturo Ramírez Alberto Aguilar Albert Bravo Omar Longart (Finale) im Vorlauf außerdem: José Melendez               | 3:02,18    |           |
| 7     | Südafrika           | Shaun de Jager Willem de Beer Louis Jacobus van Zyl (Finale) Oscar Pistorius im Vorlauf außerdem: Ofentse Mogawane | 3:03,46    |           |
| DNF   | Kuba                | William Collazo Raidel Acea Noel Ruíz (Finale) Omar Cisneros im Vorlauf außerdem: Orestes Rodríguez                |            |           |
| DOP   | Russland            | Maxim Dyldin Denis Alexejew Wladimir Krasnow Pawel Trenichin                                                       | 3:00,09    |           |

Da Südafrika wegen einer Benachteiligung durch Behinderung eine Wildcard mit Startberechtigung im Finale erhielt, waren hier neun und nicht wie üblich acht Staffeln am Start. Dazu gehörte auch die zunächst fünftplatzierte russische Staffel, die wie oben im Abschnitt "Doping" beschrieben im Januar 2017 wegen ihres gedopten Läufers Maxim Dyldin disqualifiziert wurde.
Die eigentlich als Favorit geltende US-Mannschaft war durch Verletzungen ersatzgeschwächt. So gingen auch weitere Teams aussichtsreich an den Start. Dazu gehörten Trinidad und Tobago, Jamaika, Vizeweltmeister Südafrika und Belgien.
Für das Finale gab es folgende Besetzungsänderungen:
- USA – Angelo Taylor lief für Manteo Mitchell.
- Belgien – Michaël Bultheel ersetzte Nils Duerinck.
- Venezuela – Omar Longart lief anstelle von José Melendez.
- Südafrika – Louis Jacobus van Zyl ersetzte Ofentse Mogawane.
- Kuba – Noel Ruíz lief für Orestes Rodríguez.

Der Startläufer der Bahamas Chris Brown brachte seine Staffel in Führung. Dahinter lagen Trinidad und Tobago sowie die USA. Demetrius Pinder konnte die Führung der Bahamas weiter ausbauen, doch in der dritten Runde führte Tony McQuay die US-Staffel an die Spitze. In der Schlussrunde schloss Ramon Miller für die Bahamas zum US-Läufer Angelo Taylor auf. Auf der Zielgeraden zog er an Taylor vorbei und brachte der Staffel der Bahamas den Sieg vor der US-Mannschaft. Die Läufer aus Trinidad und Tobago wurden Dritte vor dem Team aus Großbritannien, das ebenfalls noch unter der 3-Minuten-Marke blieb.
Für Trinidad und Tobago war es der erste Medaillengewinn in dieser Disziplin.

## Videolinks
- Athletics Men's 4 x 400m Relay Round 1 – Highlights, London 2012 Olympics, youtube.com, abgerufen am 27. März 2022
- Bahamas Win Men's 4 x 400m Relay Gold - London 2012 Olympics, youtube.com, abgerufen am 27. März 2022